# Burkina Fasos håndboldlandshold (herrer)
Burkina Fasos håndboldlandshold er det burkinske landshold i håndbold for mænd som også deltager i internationale håndboldkonkurrencer. Holdet styres af Fédération Burkinabè de Handball
Holdet deltog under Afrikamesterskabet 2012 i Marokko, hvor de kom på en 12.- plads,

## Resultater

### Afrikamesterskabet
- 2012: 12.-plads